# Ворохтянская поселковая община
Ворохтянская поселковая общи́на (укр. Ворохтянська селищна громада) — территориальная община в Надворнянском районе Ивано-Франковской области Украины.
Административный центр — посёлок Ворохта.
Население составляет 6003 человека. Площадь — 249,7 км².

## Населённые пункты
В состав общины входят 1 посёлок (Ворохта) и 1 село (Татаров).